# Токарево (Краснопрудская волость)
Токарево — деревня в Краснопрудской волости Псковского района Псковской области России.
Расположена в 4 км к востоку от волостного центра Кирово и в 42 км к югу от города Пскова.
Численность населения деревни по состоянию на 2000 год составляла 1 житель.